# Wielki Mur (skała)

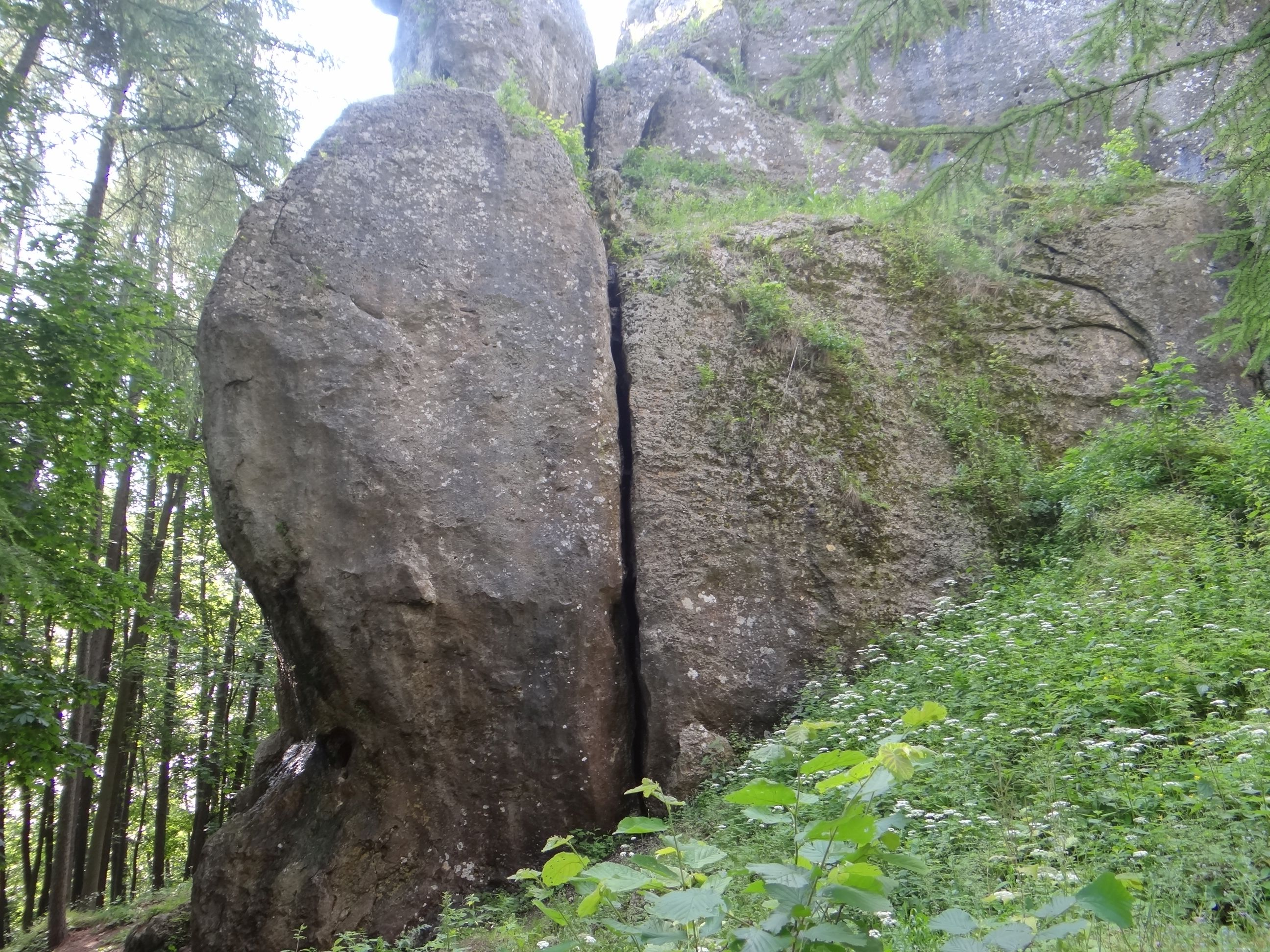

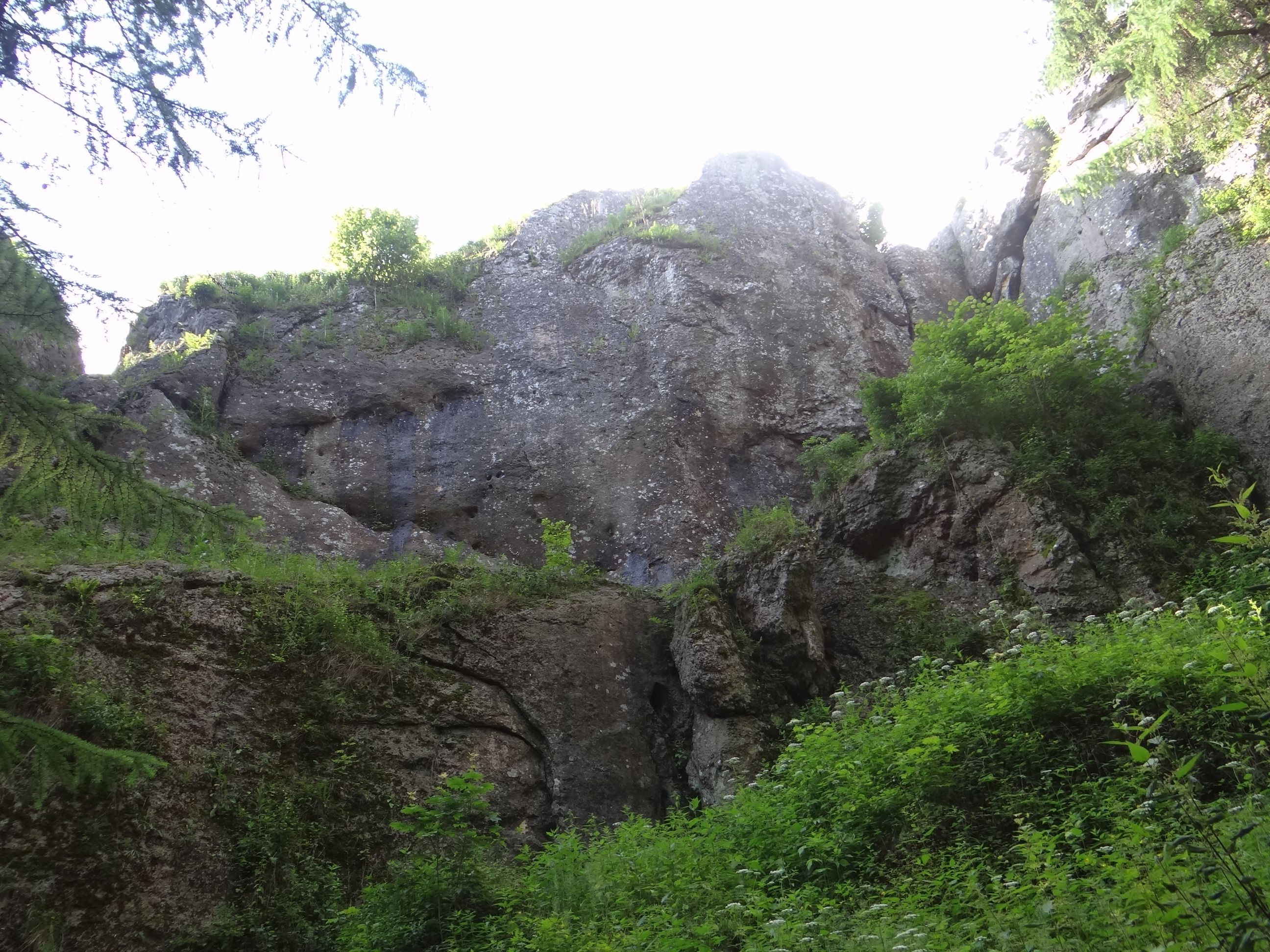

Wielki Mur – skała na wzniesieniu Birów w Podzamczu, w powiecie zawierciańskim, w gminie Ogrodzieniec. Znajduje się w grupie skał, na których wybudowano Gród na Górze Birów. Pod względem geograficznym jest to obszar Wyżyny Częstochowskiej będącej częścią Wyżyny Krakowsko-Częstochowskiej.
Wielki Mur znajduje się w północnej grupie skał Birowa pomiędzy Okiennikiem Birowskim i Cynamonową Płytą. Zbudowany jest z twardych wapieni skalistych, ma wysokość do 25 m, ściany pionowe lub przewieszone. Uprawiana jest na nim wspinaczka skalna. Pierwsze drogi wspinaczkowe powstały w latach 70. XX wieku. W 2020 r. jest 17 dróg, jeden projekt i dwie możliwości. Drogi mają trudność od IV do VI.5 w skali Kurtyki. Część z nich ma zamontowane stałe punkty asekuracyjne w postaci ringów (r) i stanowisk zjazdowych (st), na pozostałych możliwa jest wspinaczka tradycyjna. Wśród wspinaczy skała jest bardzo popularna.

## Drogi wspinaczkowe
1. Hipnotofilia; VI.6+, 55 + rz
2. Możliwość
3. Rysa Diakona; VI+W
4. Gołębie serce; VI.1+, 7r + st
5. Projekt; 2st
6. Sen o Warszawie; VI.3/3+
7. Łowca faszystów; VI.3, 8r + 2st
8. Podarunek dla Pawła; VI.5
9. Ogiery i eunuchy; VI.1+, 6r + st
10. Zenek blues; VI+, 4r +2st
11. Kataryniarz; VI+, 5r +st
12. Lewa rysa; IV
13. Możliwość
14. Prawa rysa ; IV
15. Wariant rysą; V+
16. Nowicjuszka; VI, 3r +st
17. Benedyktynka; VI+, 1r +st
18. Lament; VI.1, 7r+st
19. Akt w antycznym łożu; VI.1+, 6r +st
20. Możliwośc[1].